# Rhagadolobium longissimum
Rhagadolobium longissimum är en svampart som först beskrevs av Marjan Raciborski, och fick sitt nu gällande namn av Arx 1962. Rhagadolobium longissimum ingår i släktet Rhagadolobium och familjen Parmulariaceae.   Inga underarter finns listade i Catalogue of Life.